# Cécile de Ménibus
Cécile Moharic, connue publiquement sous le nom de Cécile de Ménibus, est une animatrice de télévision et de radio française, née  à Chartres le 16 septembre 1970.

## Carrière

### Famille et études
Cécile de Ménibus est la fille de David Moharic et de Catherine Hellouin de Ménibus, dont elle adopte le patronyme à titre d'usage. Scolarisée à Massillon, elle arrête ses études en première pour se lancer dans la vie active.

### Débuts dans les médias
En 1987, elle est standardiste dans une société de production de mannequinat puis, de 1988 à 1990, attachée de presse et pigiste pour des magazines de sport comme Auto Plus. Elle s'intéresse aux sports automobiles et devient photographe sur les courses de Formule 1 (elle rencontre ainsi Ayrton Senna).
De 1990 à 1994, elle présente à la radio l'information trafic et la météo sur Europe 2 Belgique à Bruxelles. En parallèle, elle s'essaye à la comédie, faisant de la figuration notamment en 1991 dans la série télévisée Cas de divorce et crée aussi une petite radio à destination des femmes, « Fréquence Elle ».
Par la suite, elle se lance comme pilote de courses automobiles. En 1996, elle est présente au championnat de Belgique des voitures de tourisme (devenu Belgian Procar en 1990) au volant d'une Peugeot 106 Trophy et connaît un sérieux accident sur le circuit de Spa-Francorchamps. Elle retourne ensuite en France pour courir pour Citroën Sport France dans la « Saxo Cup ».
En 1997, elle devient directrice de communication de la radio Voltage aux côtés de Gérard Louvin, puis est chargée des relations publiques et externes de l'agence de publicité BDDP et Fils. En 2000, Arnaud Lagardère lui confie le poste de responsable des relations publiques et externes au sein du département Promotion & Partenariats du pôle FM du groupe Lagardère, pour Europe 2 et RFM,.

### Animations
À partir de 2001, Cécile de Ménibus coanime avec l'animateur Sébastien Cauet la tranche 6-10 heures de la radio Europe 2, puis l'émission de télévision La Méthode Cauet sur la chaîne TF1 de 2003 à 2008. Toujours en 2008, elle devient directrice artistique de Be Aware Productions, la société de production de Cauet puis directrice générale adjointe aux programmes du groupe.
En 2008, elle présente sur TF1 un magazine intitulé On nous dit,.
Entre septembre 2009 et juillet 2012, elle fait partie de l'équipe de l'émission Morandini ! animée par Jean-Marc Morandini, du lundi au vendredi sur Direct 8.
En 2010, elle présente sa propre émission sur la chaîne, 100 % Immersion dans laquelle  elle réalise des enquêtes sur le terrain : reportages en immersion au sein de la BRI (Antigang), des coulisses du Tour de France, des pompiers de Marseille, de la police scientifique ou encore des douanes françaises.
Pendant l'été 2012, elle coanime avec Stéphane Plaza chaque matin sur RTL l'émission Plaza vous Z entre 9 h 15 et 11 h[réf. nécessaire].
En août 2018, Cécile de Ménibus rejoint la matinale de Sud Radio aux côtés de Patrick Roger.

### Carrière en solo et comédie
En novembre 2012, Cécile de Ménibus est annoncée dans une série dont le tournage débute pour NRJ12, chaîne avec laquelle elle est en pourparler pour présenter des émissions de divertissement. Elle est d'ailleurs présente le 20 novembre 2012 sur le plateau en tant qu'intervenante dans l'émission Vous êtes en direct de Jean-Marc Morandini sur NRJ12.
Pendant les vacances de Pâques 2013, elle fait un remplacement et anime le jeu Tout le monde il est beau, tout le monde il est gentil sur la radio belge Bel-RTL.
En 2013, l'actrice Véronique Genest l'invite dans sa série Julie Lescaut aux côtés de Valérie Kaprisky.
À partir du 8 septembre 2013, elle anime l'émission Le Ménibus des stars le dimanche de 12 h à 14 h sur Bel RTL, dont le parrain est Alain Delon.
Depuis 2014, elle présente avec Joan Faggianelli l'édition internationale de l'émission Intervilles sur la chaîne Gulli ; elle présente aussi à partir de 2015 en solo sur cette même chaine Cache-toi si tu peux et Cash ou tâche.
En 2015, elle joue au théâtre dans Le Bouffon du Président, en tournée en province puis au théâtre des Variétés à Paris.
Elle anime, en 2021, la cinquième édition de La Nuit du Bien Commun, événement caritatif associé aux sphères catholiques traditionalistes.

## Vie privée
Cécile de Ménibus a vu rejeter sa demande de changement de nom visant à adjoindre officiellement à son patronyme celui de sa mère, née Helloin de Ménibus et issue d'une famille d'ascendance noble.
Le 29 juin 2007, elle se marie avec le joueur de rugby Yann Delaigue ; l'union est bénie par le père de La Morandais. Le couple divorce en 2011.

## Bilan médiatique

### Émissions de radio
- 2003-2008 : Cauetivi sur Europe 2 puis Funradio avec Cauet
- 2012 : Plaza vous Z sur RTL avec Stéphane Plaza
- 2013 : Tout le monde il est beau, tout le monde il est gentil sur Bel-RTL
- 2013 : Le Ménibus des stars sur Bel-RTL
- 2018-2022 : Le Grand Matin sur Sud Radio
- Depuis 2022 : Les Vraies Voix sur Sud Radio

### Émissions de télévision
- 2003-2008 : La Méthode Cauet, émission présentée par Cauet (TF1) : co-animatrice.
- 2003-2008 : Cauetivi (TF6) : co-animatrice.
- 2008 : On nous dit (TF1) : animatrice et rédactrice de l'émission.
- 2008 : Blockbuster (Sci-Fi) : présentatrice[21]
- 2008-2011 : Cauet fait le tour de ... (TF6) : coanimatrice de Cauet
- 2009-2012 : Morandini ! (Direct 8) : coanimatrice de Jean-Marc Morandini.
- 2009-2010 : L'incroyable casting (TF6) : coanimatrice[22]
- 2009 : Best-of de La Méthode Cauet (TF6) : coanimatrice de Cauet
- 2010-2012 : 100 % immersion (Direct 8) : présentatrice
- 2011 : Objectif Champion (Direct 8) : co-animation avec Bruno Godard
- 2011-2012 : Les Maîtres du rire (Direct 8) : présentatrice.
- 2014 : Derren Brown : l'incroyable expérience  (TF6) : présentatrice
- 2014-2016 : Intervilles International (Gulli) : co-animatrice avec Joan Faggianelli
- 2015-2016 : Cache-toi si tu peux (Gulli) : présentatrice
- 2015-2017 : 100% Immersion Police (C8) : présentatrice
- 2016 : Cash ou tâche (Gulli) : présentatrice
- 2016 : Touche pas à mon sport ! (D8) : chroniqueuse
- 2016-2018 : Les Mystères (C8) : présentatrice
- 2017-2018 : Le Live (LCI) : chroniqueuse
- 2018 : La Matinale (LCI) : chroniqueuse (en remplacement de Benjamin Cruard)
- 2020 : La Nuit du bien commun (C8) : animatrice
- 2021 : La 5e Nuit du bien commun (C8) : animatrice
- Depuis 2021 : La Rédac (Auto Plus TV) : animatrice
- 2022 : Saison 5 du Meilleur Pâtissier, spécial célébrités sur Gulli : candidate
- 2022 : Votre Maison, le mag (Maison&Travaux TV) : animatrice.
- 2023 : La Méthode Cauet, les 20 ans (C8) : animatrice avec Sébastien Cauet
- 2024 : La Nuit du Bien Commun (C8) : animatrice

## Bilan artistique

### Théâtre
- 2015 : Le Bouffon du Président, écrit et mis en scène par Olivier Lejeune : Sophie
- 2016-2018 : Molière si tu nous regardes ! (puis ShowBuzz) écrit par Cecile de Ménibus et mis en scène par Clair Jaz.

### Séries télévisées
- 1991 : Cas de divorce (série) - figuration dans la salle d'audience dans les épisodes 27 et 28 (« Arnaud conte Arnaud » et « Brunet contre Brunet »).
- 2013 : Julie Lescaut, série avec Véronique Genest (épisode 99, « L'ami perdu », réalisé par René Manzor) : Virginie Faroux.

## Publications
- Je voudrais tout prendre d'elle, Charleston, octobre 2020.